# Colégio Santo Agostinho (Leblon)
O Colégio Santo Agostinho é um colégio católico que está situado no bairro do Leblon, na cidade do Rio de Janeiro. Mantido pelos padres agostinianos recoletos, o colégio possui turmas que vão do primeiro ano do ensino fundamental até o terceiro ano do ensino médio. Possui, também, um programa beneficente de educação para jovens e adultos, o EJA.

## Histórico
Em abril de 1946, os padres agostinianos recoletos inauguraram, na rua José Linhares número 88, um estabelecimento de ensino sob o nome de Externato Santo Agostinho. Seu primeiro diretor foi o Frei Angel Gorestidi. Começou a funcionar com cinquenta alunos, distribuídos pelas quatro séries do curso primário.
No mesmo ano, conseguiu autorização para abrir o curso ginasial, que iniciaria suas atividades em 1947, com 136 alunos, sob o nome de ginásio Santo Agostinho,  já agora dirigido por Frei Gastão Jacinto Gomes. Em 1948, Frei Isidro González assume a direção do colégio.
Em 1954, o colégio Santo Agostinho estendeu suas atividades ao segundo ciclo, matriculando 25 alunos no curso colegial.
Logo, o colégio tornou-se pequeno para o crescente bairro, sendo necessárias as obras que, iniciadas em 1969, permitiram a ampliação do estabelecimento. Em 1970, já se utilizavam as novas salas e, em 1971, foi construído o segundo bloco do edifício. Em 1972, o colégio também passou a aceitar alunas, tornando-se misto.
Em 1979, abriu-se, no condomínio Novo Leblon, na Barra da Tijuca, uma nova unidade do colégio, com os mesmos objetivos, critérios e bases ideológicas da matriz.
Em 2000, expandiram-se as instalações do Leblon, com a construção de mais um prédio contendo ginásios, salas de aula, laboratórios e auditório, com inauguração em 2001.
Em 2007, abriram-se as primeiras turmas do curso de alfabetização (então primeiro ano), em atendimento às determinações do MEC para o ensino fundamental.
Em 2013, o Colégio inaugurou mais um prédio em seu complexo, após obras que adaptaram um edifício residencial para instalações escolares. O novo prédio recebeu todas as turmas de ensino médio.
Do corpo docente do colégio fazem parte alguns dos mais experientes profissionais do país. Entre eles, o escritor e historiador Miguel M. Abrahão.

## Símbolos
O colégio Santo Agostinho possui, como símbolo, uma águia sobre um livro no qual consta a inscrição em latim Caritas et Scientia ("caridade e ciência", em português). Tem, também, dois hinos, um deles composto por Heitor Villa-Lobos.

## ENEM
Os alunos do colégio (unidade do Leblon) têm garantido boas posições para a escola no ranking do ENEM (exame nacional do ensino médio), figurando sempre entre as dez melhores escolas do país. Em 2007, obteve a segunda melhor média nacional.

## Atualmente
O colégio é dirigido pelo frei Jesus Roitegui desde 2000, tendo como vice-diretor o Frei Frederico Didier, substituindo o Frei Heliodoro após seu falecer em 2019. Atualmente, o Colégio apresenta novos projetos em seu currículo escolar, como o Canadian High School (CHS), programa feito para alunos do primeiro ao segundo ano do Ensino Médio. O CHS oferece um currículo Canadense após o fim do período escolar. Esse programa tem o objetivo de preparar os alunos para faculdades no exterior, de preferência, em países onde se predomina a língua inglesa.

## Alumni notáveis
Artur Ávila – Matématico e primeiro lusófono a receber a Medalha Fields
Eduardo Paes – Prefeito de Rio de Janeiro
José Padilha – Diretor de "Tropa de Elite" e "O Mecanismo"
Marcelo Adnet – Humorista 
Rubel – Cantor 
Tatá Werneck – Humorista 